# Spartaco Landini
Spartaco Landini (Terranuova Bracciolini, 31 gennaio 1944 – Genova, 16 aprile 2017) è stato un calciatore, allenatore di calcio e dirigente sportivo italiano, di ruolo difensore.
Era fratello di Fausto, anch'egli ex calciatore.

## Carriera

### Giocatore

#### Club
Cresciuto nella Sangiovannese, ha iniziato ed ha trascorso gran parte della sua carriera da calciatore professionista all'Inter, dalla stagione 1962-1963 alla stagione 1970-1971. Agli inizi nella squadra milanese, all'epoca allenata da Helenio Herrera, era utilizzato come riserva, ma col passare del tempo si guadagnò un posto in prima squadra, divenendo titolare nella stagione 1969-1970, in cui disputò 29 partite in Serie A e segnò un gol. Fece parte della cosiddetta Grande Inter che vinse tre scudetti, due Coppe dei Campioni e due Coppe Intercontinentali.
Negli anni settanta  concluse la carriera nel Palermo, nel Napoli dove per due anni ebbe accanto l'ex compagno dell'Inter e della nazionale Tarcisio Burgnich, e con cui vinse la Coppa Italia 1975-1976, e infine nella Sangiovannese.

#### Nazionale
Fu convocato in nazionale per il campionato del mondo 1966 in Inghilterra, dove disputò una sola partita, quella persa contro la Corea del Nord. Giocò in totale 4 gare in azzurro.

### Dirigente
Dopo esser stato direttore sportivo del Catanzaro e del Genoa, è divenuto dirigente della Lucchese.
Coinvolto nel 1986 nello "scandalo Vautrot", venne condannato, assieme all'osservatore calcistico Giampaolo Cominato, a un anno di reclusione per truffa e alla restituzione di 100 milioni di lire alla Roma.
Il 1º luglio 2013 diventa collaboratore del diesse Giancarlo Romairone allo Spezia, per poi passare nell'ottobre del 2014 al Varese.

### Dopo il ritiro
È morto nel 2017 a 73 anni a causa di una leucemia mieloide acuta.

## Statistiche

### Cronologia presenze e reti in nazionale
| Cronologia completa delle presenze e delle reti in nazionale ― Italia | Cronologia completa delle presenze e delle reti in nazionale ― Italia | Cronologia completa delle presenze e delle reti in nazionale ― Italia | Cronologia completa delle presenze e delle reti in nazionale ― Italia | Cronologia completa delle presenze e delle reti in nazionale ― Italia | Cronologia completa delle presenze e delle reti in nazionale ― Italia | Cronologia completa delle presenze e delle reti in nazionale ― Italia | Cronologia completa delle presenze e delle reti in nazionale ― Italia |
| Data                                                                  | Città                                                                 | In casa                                                               | Risultato                                                             | Ospiti                                                                | Competizione                                                          | Reti                                                                  | Note                                                                  |
| --------------------------------------------------------------------- | --------------------------------------------------------------------- | --------------------------------------------------------------------- | --------------------------------------------------------------------- | --------------------------------------------------------------------- | --------------------------------------------------------------------- | --------------------------------------------------------------------- | --------------------------------------------------------------------- |
| 18-6-1966                                                             | Milano                                                                | Italia                                                                | 1 – 0                                                                 | Austria                                                               | Amichevole                                                            | -                                                                     |                                                                       |
| 19-7-1966                                                             | Middlesbrough                                                         | Corea del Nord                                                        | 1 – 0                                                                 | Italia                                                                | Mondiali 1966 - 1º turno                                              | -                                                                     |                                                                       |
| 1-11-1966                                                             | Milano                                                                | Italia                                                                | 1 – 0                                                                 | Unione Sovietica                                                      | Amichevole                                                            | -                                                                     | 76’                                                                   |
| 26-11-1966                                                            | Napoli                                                                | Italia                                                                | 3 – 1                                                                 | Romania                                                               | Qual. Euro 1968                                                       | -                                                                     |                                                                       |
| Totale                                                                |                                                                       | Presenze                                                              | 4                                                                     |                                                                       | Reti                                                                  | 0                                                                     |                                                                       |

## Palmarès

### Club

#### Competizioni nazionali
- Campionato italiano: 3

Inter: 1962-1963, 1964-1965, 1965-1966
- Coppa Italia: 1

Napoli: 1975-1976

#### Competizioni internazionali
- Coppa dei Campioni: 2

Inter: 1963-1964, 1964-1965
- Coppa Intercontinentale: 2

Inter: 1964, 1965